# Збір врожаю винограду
Збір врожаю винограду — один з найважливіших етапів у процесі виноробства. Час збирання врожаю визначається виноробами, які базуються в першу чергу на стиглості винограду, рівні цукру, кислотності та таніну, з урахуванням сорту вина, яке вони хочуть виготовити. Погода також може впливати на графік збору врожаю з загрозою спеки, дощу, граду та морозу, які можуть пошкодити виноград і призвести до різних видів хвороб. Окрім визначення часу збору врожаю, винороби та власники виноградників також повинні визначити, чи збирати врожай руками, чи використовувати механічні комбайни. Сезон врожаю звичайно припадає між серпнем та жовтнем у північній півкулі та лютому та квітні в південній півкулі. Збір винограду може проводитись кожного місяця календарного року по всьому світі в залежності від кліматичних умов, сортів винограду та сортів вина.

## Сезон збору винограду
Більшість виноробних регіонів у світі розташовуються між помірними широтами в 30 ° та 50 ° обох півкуль, а регіони, розташовані ближче до екватора, як правило, збирають врожай раніше завдяки теплішому клімату. У північній півкулі виноградники на Кіпрі починають збирати ще в липні. У Каліфорнії деякі сорти винограду для ігристих вин збирають в кінці липня на початку серпня в трохи незрілими, щоб зберегти кислотність у вині. Більша частина збору урожаю північної півкулі відбувається в кінці серпня — початку жовтня, а деякі сорти пізнього винограду збираються протягом осені. У Німеччині, Сполучених Штатах та Канаді виноград може збиратися ще в січні. У Південній півкулі збір урожаю може початися вже з 1 січня в деяких теплих місцях в Новому Південному Уельсі, Австралії. В деяких прохолодних місцях Південної півкулі, таких як Центральний Отаго, Нова Зеландія, збір врожаю проходить між лютим та квітнем, пізні виноград збирають у червні. Останні зміни в кліматі (глобальне потепління) у деяких країнах перемістили урожайний сезон; майбутні погодні умови можуть перевищити кліматичний поріг у деяких регіонах вирощування винограду, де буде складніше зберегти поточну якість вин, однак вони також можуть створити у деяких регіонах більш оптимальні кліматичні режими для виробництва збалансованого винограду.

## Зрілість винограду
Протягом всієї історії виготовлення вина винороби керуються рівнем цукру та кислотності винограду при визначенні стиглості. Раніше винороби пробували виноград, щоб оцінити зрілість. Сучасні винороби використовують рефрактометр для вимірювання вмісту цукру або титрування (за допомогою такого показника, як фенолфталеїн) для визначення кислотності винограду.
Останнім часом основна увага приділяється «фізіологічній» стиглості винограду, як правило, у вигляді танінів та інших фенолів. В даний час дегустація є єдиним способом вимірювання стиглості, що вимагає досвіду та вміння. Виноградарі ще не повною мірою пояснили складні процеси, які йдуть у дозріванні танінів, але більшість вважають, що він починається з полімеризації дрібних в'яжучих дубильних речовин у більші молекули, які сприймаються смаковими рецепторами як м'якіші.

## Механічний збір врожаю
Питання про використання механічного збору врожаю та традиційного збору руками є джерелом суперечки у виноробній промисловості. Механічне збирання винограду стало однією з основних змін у багатьох виноградних господарствах в останню третину століття. Спочатку було представлено в комерційних цілях в 1960-х роках, і було прийнято в різних виноробних регіонах з різними цілями. У Австралії нестача робочої сили у винній промисловості зробила використання механізованої праці практично необхідною.
Механічний виноградний комбайн працює шляхом ударяння по лозі гумовими паличками, щоб виноградна лоза скидала свої фрукти на конвеєр, що переміщає фрукт у контейнер для зберігання. По мірі вдосконалення технологій механічні комбайни стали більш чітко розрізняти бруд, листя та інші частинки. Незважаючи на поліпшення, багато комбайнів все ще ускладнюють розмежування стиглого, здорового винограду від незрілого або гниючого, який потім потрібно сортувати на виноробстві. Ще одним недоліком є потенціал пошкодження виноградної шкірки, який може спричинити мацерацію та забарвлення соку, який небажаний у виробництві білого та ігристого вина. Розчавлені ягоди також призводять до ризику окислення та втрати деяких ароматичних якостей у вині.
Однією з переваг механічного збирання врожаю є порівняно низька вартість. Комбайн може працювати 24 години на добу та вибирати 80-200 тонн винограду, у порівнянні з 1-2 тонами, які може збирати досвідчена людина. В умовах жаркого клімату, де швидке збирання є першочерговим завданням, механічне збирання може досягти цих цілей дуже добре.

## Ручний збір врожаю
Незважаючи на витрати, деякі винні заводи вважають за краще користуватися працею людини для збору винограду. Головною перевагою є вибір працівником здорових грон та дбайливе поводження з виноградом. Виробництво деяких десертних вин, таких як Sauternes та Trockenbeerenauslese, вимагає, щоб окремі ягоди вибирали тільки вручну. У районах крутої місцевості, як в Мозелі, було б практично неможливо запустити механічний комбайн через виноградник. У багатьох винних регіонах працівники-мігранти є основною складовою робочою силою при зборі врожаю, а також місцеві студенти та сезонні працівники. Карен Росс, президент Каліфорнійської асоціації виноградарів, підрахував, що з 2007 року 70 % працівників каліфорнійської виноробної промисловості можуть бути іммігрантами з Мексики.